# ウーゴ・エキティケ
- ユーゴ・エキティケ

ウーゴ・エキティケ（Hugo Ekitike, 2002年6月20日 - ）は、フランス・マルヌ県ランス出身のプロサッカー選手。プレミアリーグ・リヴァプールFC所属。ポジションはフォワード。

## 経歴

### クラブ
2020年7月12日、スタッド・ランスと初のプロ契約を交わした。10月17日、リーグ・アン第7節のロリアン戦でトップチームデビュー。
2021年1月29日、出場機会を求めてデンマーク・スーペルリーガのヴェイレに期限つきで移籍。ヴェイレではリーグ戦11試合に出場し、4月22日のホーセンス戦での2得点を含む3ゴールを挙げた。
翌シーズン、スタッド・ランスに復帰し、9月26日のナント戦で2ゴールを挙げ、勝利に貢献した。冬の移籍市場でニューカッスル・ユナイテッドへの移籍が取りざたされていたが、エキティケはこれを拒んだ。スタッド・ランスの会長は「非常によいオファー」を受けていたことは認めつつ「まだ彼と一緒に歴史を紡いでいく途中だ」と繰り返した。
2022年7月16日、パリ・サンジェルマンは買い取りオプションが設定された期限つきで移籍でエキティケが加入したことを発表した。フランスのメディアによれば、この買い取りオプションは必ず行使され、翌シーズン以降もパリ・サンジェルマンに留まるとも報じられている。
8月6日、アウェイのクレルモン・フット戦で途中出場し、パリ・サンジェルマンでの公式戦デビュー。10月1日には、パルク・デ・プランスで行われたニース戦で初めてスターティングメンバーに名を連ねた。その10日後には、ホームで迎えたUEFAチャンピオンズリーグのベンフィカ戦に途中出場し、国際大会デビューを果たした。11月13日、オセール戦で移籍後初ゴールを記録。
2024年2月1日、ドイツのアイントラハト・フランクフルトに1シーズンのローン移籍。買い取りオプションが設定されている。4月19日、アウクスブルク戦でブンデスリーガ初ゴールを記録。4月26日、フランクフルトは買い取りオプションを行使し、2029年までの契約で完全移籍となった。2024-25シーズンは15ゴールを挙げ、リーグのシーズンベストイレヴンに選出された。
2025年7月23日、イングランドのリヴァプールに移籍。移籍金は固定額8,000万ユーロで、オプションを含めると最大で9,500万ユーロと報じられている。

### 代表
2021年からU-20フランス代表に選出され、2022年のモーリス・レベロ・トーナメントでは優勝メンバーとなった。
2025年3月21日、U-21フランス代表として臨んだイングランドとの親善試合で、ハットトリックを達成。

## 個人成績

### クラブ
| 国内大会個人成績 | 国内大会個人成績 | 国内大会個人成績 | 国内大会個人成績 | 国内大会個人成績 | 国内大会個人成績 | 国内大会個人成績 | 国内大会個人成績 | 国内大会個人成績 | 国内大会個人成績 | 国内大会個人成績 | 国内大会個人成績 |
| 年度             | クラブ           | 背番号           | リーグ           | リーグ戦         | リーグ戦         | リーグ杯         | リーグ杯         | オープン杯       | オープン杯       | 期間通算         | 期間通算         |
| 年度             | クラブ           | 背番号           | リーグ           | 出場             | 得点             | 出場             | 得点             | 出場             | 得点             | 出場             | 得点             |
| フランス         | フランス         | フランス         | フランス         | リーグ戦         | リーグ戦         | F・リーグ杯      | F・リーグ杯      | フランス杯       | フランス杯       | 期間通算         | 期間通算         |
| ---------------- | ---------------- | ---------------- | ---------------- | ---------------- | ---------------- | ---------------- | ---------------- | ---------------- | ---------------- | ---------------- | ---------------- |
| 2020-21          | スタッド・ランス | 34               | リーグ・アン     | 2                | 0                | -                | -                | 0                | 0                | 2                | 0                |
| デンマーク       | デンマーク       | デンマーク       | デンマーク       | リーグ戦         | リーグ戦         | リーグ杯         | リーグ杯         | オープン杯       | オープン杯       | 期間通算         | 期間通算         |
| 2020-21          | ヴェイレ         | 23               | スーペルリーガ   | 11               | 3                | -                | -                | -                | -                | 11               | 3                |
| フランス         | フランス         | フランス         | フランス         | リーグ戦         | リーグ戦         | F・リーグ杯      | F・リーグ杯      | フランス杯       | フランス杯       | 期間通算         | 期間通算         |
| 2021-22          | スタッド・ランス | 22               | リーグ・アン     | 24               | 10               | -                | -                | 2                | 1                | 26               | 11               |
| 2022-23          | PSG              | 44               | リーグ・アン     | 25               | 3                | -                | -                | 3                | 1                | 28               | 4                |
| 2023-24          | PSG              | 44               | リーグ・アン     | 1                | 0                | -                | -                | -                | -                | 1                | 0                |
| ドイツ           | ドイツ           | ドイツ           | ドイツ           | リーグ戦         | リーグ戦         | リーグ杯         | リーグ杯         | DFBポカール      | DFBポカール      | 期間通算         | 期間通算         |
| 2023-24          | フランクフルト   | 11               | ブンデスリーガ   | 14               | 4                | -                | -                | 0                | 0                | 14               | 4                |
| 2024-25          | フランクフルト   | 11               | ブンデスリーガ   | 33               | 15               | -                | -                | 3                | 3                | 36               | 18               |
| イングランド     | イングランド     | イングランド     | イングランド     | リーグ戦         | リーグ戦         | FLカップ         | FLカップ         | FAカップ         | FAカップ         | 期間通算         | 期間通算         |
| 2025-26          | リヴァプール     |                  | プレミアリーグ   |                  |                  |                  |                  |                  |                  |                  |                  |
| 通算             | フランス         | フランス         | リーグ・アン     | 52               | 13               | -                | -                | 5                | 2                | 57               | 15               |
| 通算             | デンマーク       | デンマーク       | スーペルリーガ   | 11               | 3                | -                | -                | 0                | 0                | 11               | 3                |
| 通算             | ドイツ           | ドイツ           | ブンデスリーガ   | 47               | 19               | -                | -                | 3                | 3                | 50               | 22               |
| 通算             | イングランド     | イングランド     | プレミアリーグ   |                  |                  |                  |                  |                  |                  |                  |                  |
| 総通算           | 総通算           | 総通算           | 総通算           | 110              | 35               | 0                | 0                | 8                | 5                | 118              | 40               |

## タイトル

### クラブ
パリ・サンジェルマン
- リーグ・アン（2022-23）

### 代表
U-20フランス代表
- モーリス・レベロ・トーナメント（2022）[21]

### 個人
- ブンデスリーガ シーズンベストイレヴン（2024-25）[18]